# Robert Nivelle
Robert Nivelle (n. 15 octombrie 1856, Tulle, Limousin, Franța – d. 22 martie 1924, Muette⁠(d), Île-de-France, Franța) a fost un general al Republicii Franceze din Primul Război Mondial.